# محمد اسد مالک
محمد اسد مالک (زادهٔ ۱ ژانویهٔ ۱۹۴۱) بازیکن هاکی روی چمن اهل کشور پاکستان است.